# Belgia na Letnich Igrzyskach Olimpijskich 1984
Belgię na Letnich Igrzyskach Olimpijskich 1984 reprezentowało 63 zawodników.

## Zdobyte medale
| Medal  | Zawodnik                       | Dyscyplina  | Konkurencja             |
| ------ | ------------------------------ | ----------- | ----------------------- |
| Złoto  | Roger Ilegems                  | Kolarstwo   | Wyścig na punkty        |
| Srebro | Pierre-Marie Deloof Dirk Crois | Wioślarstwo | Dwójka podwójna         |
| Brąz   | Ann Haesebrouck                | Wioślarstwo | Jedynki                 |
| Brąz   | Ingrid Lempereur               | Pływanie    | 200 m stylem klasycznym |